# Comedown Machine
Comedown Machine is het vijfde studioalbum van de Amerikaanse indierockband The Strokes, uitgebracht in 2013.
Het album werd opgenomen van juli tot november 2012 in de Electric Lady Studios in New York en de One Way Studios in Upstate New York met Gus Oberg als producer.

## Tracklijst
Alle nummers zijn geschreven en geproduceerd door The Strokes.
| Nr. | Titel                         | Lengte |
| --- | ----------------------------- | ------ |
| 1.  | "Tap out"                     | 3:42   |
| 2.  | "All the time"                | 3:01   |
| 3.  | "One Way Trigger"             | 4:02   |
| 4.  | "Welcome to Japan"            | 3:50   |
| 5.  | "80's Comedown Machine"       | 4:58   |
| 6.  | "50/50"                       | 2:42   |
| 7.  | "Slow Animals"                | 4:20   |
| 8.  | "Partners in Crime"           | 3:21   |
| 9.  | "Chances"                     | 3:36   |
| 10. | "Happy Ending"                | 2:52   |
| 11. | "Call It Fate, Call It Karma" | 3:24   |

## Bezetting
- Julian Casablancas - zang
- Albert Hammond, Jr. - ritmische gitaar, keyboards
- Nick Valensi - gitaar, keyboards
- Nikolai Fraiture - basgitaar
- Fabrizio Moretti - drums, percussie

## Productie
- Gus Oberg - producer, geluidsmixage, geluidstechniek
- Phil Joly – engineer
- Dave Lutch - mastering